# Stiropius nigrisoma
Stiropius nigrisoma är en stekelart som beskrevs av Van Achterberg 1995. Stiropius nigrisoma ingår i släktet Stiropius och familjen bracksteklar. Inga underarter finns listade i Catalogue of Life.